# 竹北光明商圈

## 商圈特色
位於縣政特區，為新竹縣竹北市光明一路及其周邊街廓，光明一路段東與縣政二路交會路口為界、西至豆子埔溪（吳濁流橋），總長度約850公尺，北以文信路為界，南至文平路。
光明一路道路係以中央分隔形式雙黃線劃設，車道數量四線道，平均道路（含人行道）寬度約20公尺，道路兩側包含人行步道及部分建物退縮之騎樓，光明一路屬竹北縣政特區之主要連結道路。
近年來竹北市因縣政特區興闢、高鐵車站的興建，並且鄰近新竹科學園區(6km--需跨越頭前溪到省轄市新竹市 )，縣府員工、洽公民眾、社區居民、竹科新貴的民生需求，逐漸帶動光明商圈的蓬勃發展。
光明一路沿街商業型態以餐飲業為大宗，各式造型新穎餐廳林立，為光明一路增添許多異國風情，包括日本、義大利、泰國、韓國、中國、台灣；有不同料理包括海鮮、義大利麵、擔仔麵、台菜、川菜、燒烤、麵食餃類、茶藝、麵包、魚翅、咖啡、豆漿、泡沫紅茶等；不同型態包括宴客、下午茶、咖啡、家庭式聚餐、公司行號聚餐皆宜，可供消費大眾享受半天以上的消費。

## 商圈協會
2007年8月9日召開成立大會，推選林佳盛先生為第一屆理事長，第二屆理事長為王覺吾先生，現任理事長為吳建興先生

2007年9月10日新竹縣社會局核准成為立案組織，取得協會立案證書。

## 周圍景點
- 新竹縣文化局
- 高鐵新竹站
- 豆子埔溪
- 竹北問禮堂
- 竹北濱海遊憩區
- 采田福地
- 林家祠堂

## 外部連結
- 竹北光明商圈